# Stenoplax
Stenoplax is een geslacht van keverslakken uit de familie Ischnochitonidae.  De naam is afgeleid van het Grieks: stenos = nauw en plax = plaat, en verwijst naar de langwerpige vorm.

## Soorten
- Stenoplax alata (Sowerby, 1841) - Breedgezoomde sigaarkeverslak
- Stenoplax conspicua (Pilsbry, 1892)
- Stenoplax fallax (Carpenter in Pilsbry, 1892)
- Stenoplax floridana (Pilsbry, 1892)
- Stenoplax heathiana S. S. Berry, 1946
- Stenoplax limaciformis Sowerby, 1832
- Stenoplax purpurascens (C. B. Adams, 1845)
- Stenoplax (Stenoplax) alata (Sowerby, 1841)
- Stenoplax (Stenoplax) bahamensis Kaas & Van Belle, 1987
- Stenoplax (Stenoplax) boogii (Haddon, 1886)
- Stenoplax (Stenoplax) circumsenta Berry, 1956
- Stenoplax (Stenoradsia) conspicua (Carpenter MS, Pilsbry, 1892)
- Stenoplax (Stenoplax) corrugata (Carpenter in Pilsbry, 1892)
- Stenoplax (Stenoplax) fallax (Carpenter in Pilsbry, 1892)
- Stenoplax (Stenoplax) floridana (Pilsbry, 1892)
- Stenoplax (Stenoradsia) heathiana Berry, 1946
- Stenoplax (Stenoradsia) kempfi (Righi, 1971)
- Stenoplax (Stenoplax) limaciformis (Sowerby in Broderip & Sowerby, 1832)
- Stenoplax (Stenoradsia) lindholmii (von Schrenck, 1862)
- Stenoplax (Stenoradsia) madagassica (Thiele, 1917)
- Stenoplax (Stenoradsia) magdalenensis (Hinds, 1845)
- Stenoplax (Stenoplax) marcusi (Righi, 1971)
- Stenoplax (Stenoplax) mariposa (Bartsch MS, Dall, 1919)
- Stenoplax (Stenoplax) petaloides (Gould, 1846)
- Stenoplax (Stenoplax) purpurascens (C. B. Adams, 1845)
- Stenoplax (Stenoplax) rugulata (Sowerby in Broderip & Sowerby, 1832)
- Stenoplax (Stenoradsia) sonorana Berry, 1956
- Stenoplax (Stenoplax) venusta (Is. & Iw. Taki, 1931)
- Stenoplax (Maugerella) conspicua